# 西村証券
西村証券株式会社（にしむらしょうけん）は、京都市下京区に本社を構える日本の証券会社である。

## 概要
京都の地場証券最大手で京都（阪急烏丸駅、または地下鉄四条駅徒歩2分）・舞鶴（JR東舞鶴駅徒歩7分）・綾部（JR綾部駅徒歩5分）・亀岡（JR亀岡駅徒歩3分）・大久保（近鉄大久保駅徒歩1分）・草津（JR草津駅南口徒歩3分）の6店舗を置く。インターネット取引は行なっていない。
毎週月曜午後3時より15分程行なわれている、超ミニセミナー「にしむら株練場」（本店店頭にて自由参加）をはじめ、京都新聞文化センターや亀岡・草津・宇治・水口・山科・守山などで、地場ならではの地域に密着した各種金融セミナーをコンスタントに実施している。

## 本社所在地
- 京都市下京区四条通高倉西入立売西町65番地 （大丸京都店前）

## 沿革
- 1940年11月　会社設立（榊田商事株式会社）
- 1955年4月　榊田証券より営業権を継承。西村証券株式会社に商号変更。
- 2001年6月　東京証券取引所、総合取引参加者資格取得。
- 2005年　　創業50周年を迎える。
- 2017年1月　六和証券の金融商品取引業（一部除く）を譲受。